# Кумар, Нирмал
К. П. Нирмал Кумар (англ. കെ.പി. നിർമൽ കുമാർ; род. 1947) — индийский писатель

 из штата Керала. Пишет на языке малаялам. Некоторыми критиками называется одним из немногих высоко-рейтинговых авторов художественной литературы, имеющих «современное видение», и упоминается в числе наиболее известных современных авторов рассказов на малаялам.
Родился в 1947 году. Окончил коммерческое училище и затем долгие годы работал в отделении банка Бароды в Каджираппалли, уволившись в должности старшего клерка. Писать начал в конце 1960-х годов, его первый рассказ был опубликован в Mathrubhumi Weekly. Уже в 1971 году получил литературную премию керальской академии Санитья, однако следующее его произведение было опубликовано только в 1995 году. Ныне живёт в городе Перингоде.
Известен как переводчик романа Камалы Дас «Лето в Калькутте» на маалялам. Реалистичные произведения Кумара посвящены в первую очередь изображению повседневной жизни в Керале с приходом новой культуры и ломки традиционного уклада. В 2010 году вышел его фантастический остросюжетный роман «Любопытство Джанамеджайя», представляющий собой нетрадиционное переложение эпоса «Махабхарата».